# 伦维尔协议

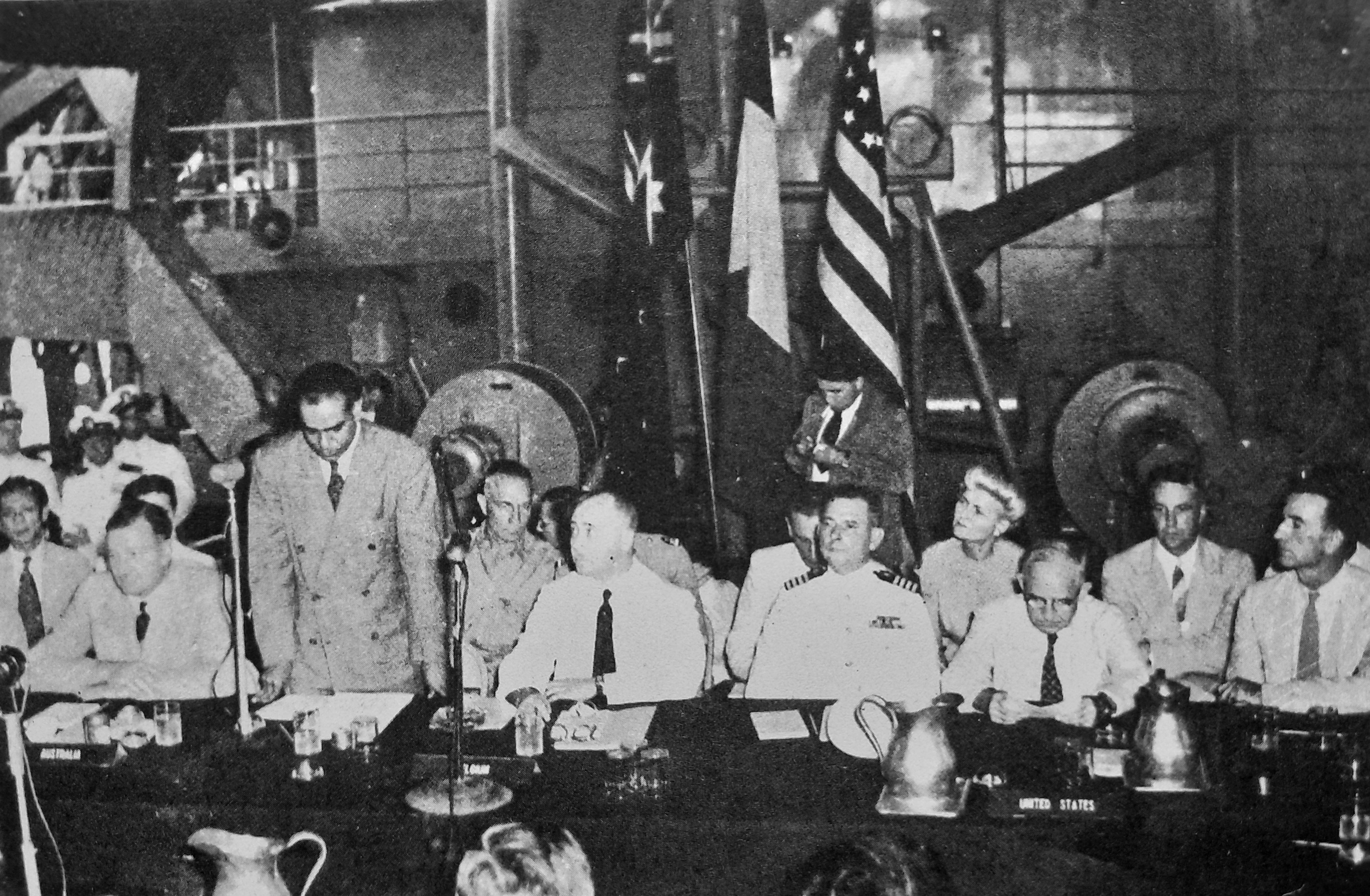
1947年12月8日，双方在“伦维尔”号船舶的谈判正在进行

伦维尔协协议是在印度尼西亚民族革命期间，寻求重建其在东南亚的殖民地的荷兰与寻求印度尼西亚独立的印度尼西亚共和党人在联合国安理会斡旋下达成的政治协议。该协议于1948年1月17日批准，是解决1946年林加贾蒂协议后出现的争端的一次失败尝试。协议承认沿一条连接荷兰最前沿阵地的人工线的军事停火线停火。
该协议以美国的伦维尔号运输船的名字命名。而这场谈判就是在这艘停泊在雅加达湾的这艘船上进行的。